# Chidera Ejuke
Chidera Ejuke (Nigeria, 2 de enero de 1998) es un futbolista nigeriano. Juega de delantero y su equipo es el Sevilla F. C. de la Primera División de España.

## Trayectoria
En marzo de 2017 fichó por tres años con el Vålerenga Fotball de la Eliteserien. El julio de 2019 fue transferido al S. C. Heerenveen de los Países Bajos.
El 28 de agosto de 2020 el P. F. C. CSKA Moscú anunció su fichaje por cuatro años. Tras cumplir la mitad de ellos suspendió su contrato hasta el 30 de junio de 2023 con el beneplácito de la FIFA. Entonces se marchó al Hertha Berlín para jugar en Alemania la temporada 2022-23. La siguiente, tras aprovecharse del mismo permiso, recaló en el Royal Antwerp F. C.
El 17 de junio de 2024 se hizo oficial su incorporación al Sevilla F. C. hasta junio de 2027 como agente libre. Su primer gol lo anotó para dar la victoria contra el Real Valladolid C. F. en la jornada séptima por dos tantos a uno.

## Selección nacional
Es internacional absoluto con la selección de Nigeria desde 2020. Debutó el 13 de octubre en el empate 1-1 ante Túnez.

## Estadísticas
Actualizado al último partido disputado el 25 de mayo de 2025.
| Club                            | Div.          | Temporada     | Liga  | Liga  | Copas nacionales | Copas nacionales | Copas internacionales | Copas internacionales | Total | Total |
| Club                            | Div.          | Temporada     | Part. | Goles | Part.            | Goles            | Part.                 | Goles                 | Part. | Goles |
| ------------------------------- | ------------- | ------------- | ----- | ----- | ---------------- | ---------------- | --------------------- | --------------------- | ----- | ----- |
| Vålerenga · Noruega             | 1.ª           | 2017          | 16    | 4     | 5                | 1                | —                     | —                     | 21    | 5     |
| Vålerenga · Noruega             | 1.ª           | 2018          | 29    | 3     | 3                | 0                | —                     | —                     | 32    | 3     |
| Vålerenga · Noruega             | 1.ª           | 2019          | 14    | 6     | 2                | 1                | —                     | —                     | 16    | 7     |
| Vålerenga · Noruega             | Total club    | Total club    | 59    | 13    | 10               | 2                | 0                     | 0                     | 69    | 15    |
| S. C. Heerenveen · Países Bajos | 1.ª           | 2019-20       | 25    | 9     | 4                | 1                | —                     | —                     | 29    | 10    |
| S. C. Heerenveen · Países Bajos | Total club    | Total club    | 25    | 9     | 4                | 1                | 0                     | 0                     | 29    | 10    |
| P. F. C. CSKA Moscú · Rusia     | 1.ª           | 2020-21       | 25    | 5     | 3                | 0                | 5                     | 0                     | 33    | 5     |
| P. F. C. CSKA Moscú · Rusia     | 1.ª           | 2021-22       | 30    | 5     | 2                | 0                | ―                     | ―                     | 32    | 5     |
| P. F. C. CSKA Moscú · Rusia     | Total club    | Total club    | 55    | 10    | 5                | 0                | 5                     | 0                     | 65    | 10    |
| Hertha Berlín · Alemania        | 1.ª           | 2022-23       | 20    | 0     | 1                | 0                | ―                     | ―                     | 21    | 0     |
| Hertha Berlín · Alemania        | Total club    | Total club    | 20    | 0     | 1                | 0                | 0                     | 0                     | 21    | 0     |
| Royal Antwerp F. C. · Bélgica   | 1.ª           | 2023-24       | 29    | 4     | 6                | 1                | 4                     | 0                     | 39    | 5     |
| Royal Antwerp F. C. · Bélgica   | Total club    | Total club    | 29    | 4     | 6                | 1                | 4                     | 0                     | 39    | 5     |
| Sevilla F. C. · España          | 1.ª           | 2024-25       | 25    | 2     | 0                | 0                | ―                     | ―                     | 25    | 2     |
| Sevilla F. C. · España          | Total club    | Total club    | 25    | 2     | 0                | 0                | 0                     | 0                     | 25    | 2     |
| Total carrera                   | Total carrera | Total carrera | 213   | 38    | 26               | 4                | 9                     | 0                     | 248   | 42    |
| 1. 2.                           |               |               |       |       |                  |                  |                       |                       |       |       |